# Thomas Robert Bugeaud
Thomas Robert Bugeaud, marquês de la Piconnerie, duque d'Isly (15 de Outubro de 1784 - 10 de Junho de 1849) foi um Marechal de França e Governador-Geral da Argélia.

## Início da vida
Ele nasceu em Limoges, um membro de uma família nobre de Périgord (Occitânia), o mais novo de treze filhos. Ele fugiu de casa, e por alguns anos viveu no país como trabalhador agrícola. Com a idade de vinte anos, ele tornou-se um soldado particular nas Vélites da Guarda Imperial, com o qual ele participou da campanha de Austerlitz do ano seguinte. No início de 1806, ele recebeu uma comissão, e como 
Segundo-Tenente, ele serviu nas campanhas de Jena e Eylau, ganhando a sua promoção para o posto de tenente na Batalha de Pultusk.
Em 1808, ele estava no primeiro corpo Francês a entrar em Espanha, e estava estacionado em Madrid durante a revolta do Dos Mayo. No Segundo Cerco a Saragoça, ele ganhou mais uma promoção ao posto de capitão, e em 1809-1810 encontrou oportunidades para ganhar distinção sob Suchet no teatro oriental da Guerra Peninsular, na qual ele subiu ao posto de major e ao comando de um regimento completo. Na primeira restauração, ele foi tornado coronel, mas voltou a juntar-se a Napoleão durante os Cem Dias, e sob o seu antigo chefe Suchet, distinguiu-se na guerra nos Alpes.

## Monarquia de Julho
Ele passou os quinze anos após a queda de Napoleão sem emprego, retornando à agricultura e desenvolvendo o seu distrito natal de Périgord. A Revolução de Julho de 1830 reabriu a sua carreira militar e depois de um curto mandato de comando regimental ele foi em 1831 tornado marechal de campo. Na câmara dos deputados, para a qual foi eleito no mesmo ano, mostrou-se um adversário inflexível da democracia, e em sua capacidade militar, era conhecido pela sua severidade no trabalho policial e pela supressão de émeutes. A sua conduta como carcereiro da Duquesa de Berry levou a um duelo entre Bugeaud e o deputado Dulong em que este último foi morto (1834); este assunto e os incidentes de outro émeute expôs Bugeaud a incessantes ataques na Câmara e na imprensa, mas a sua opinião foi procurada por todas as partes em questões ligadas à agricultura e ao desenvolvimento industrial. Ele foi reeleito em 1834, 1837 e 1839.

## Argélia
Embora inicialmente desaprovasse a conquista da Argélia, a sua adesão indevida a Luís Filipe colocou-o em acordo com o governo. Ele embarcou numa campanha para conquistar a subjugação rápida, completa e duradoura da Argélia. Ele foi enviado para África em uma capacidade subordinada e começou a iniciar a sua guerra de colunas voadoras. Ele obteve a sua primeira vitória em 7 de Julho de 1836, fez uma brilhante campanha de seis semanas de duração e voltou para casa com o posto de tenente-geral. No ano seguinte, assinou o Tratado de Tafna (30 de Maio de 1837), com Abd el-Kader, um ato que, embora justificado pela situação militar e política, levou a ataques na câmara, para a refutação do que Bugeaud se dedicou em 1839.

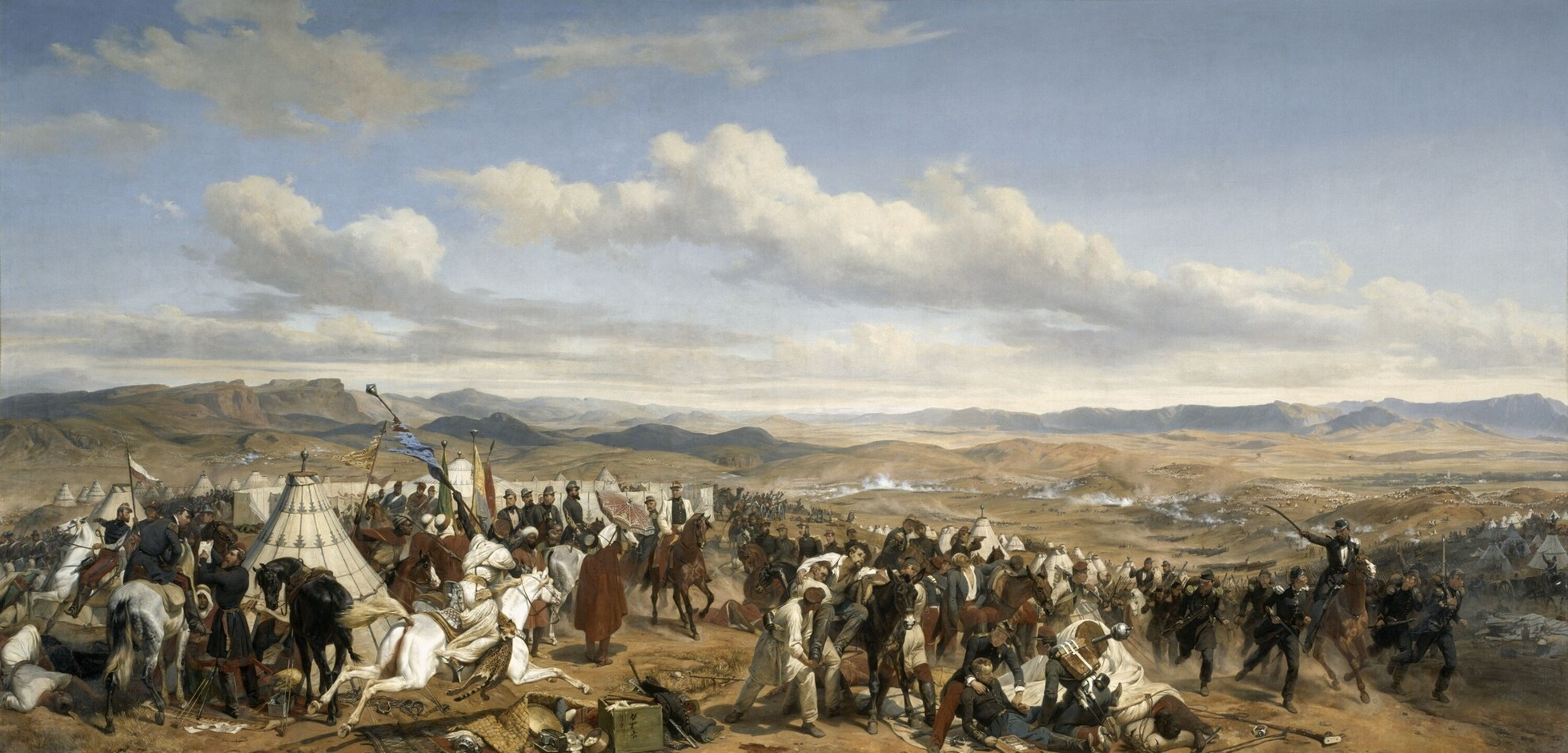
Batalha de Isly, pintura a óleo de Horace Vernet.

Finalmente, em 1840, ele foi nomeado governador geral da Argélia, e no início de 1841 ele colocou em vigor o seu sistema de colunas voadoras, uma tática controversa, mas bem-sucedida, conhecida como "Razzia" na época. A sua rapidez e energia empurraram as forças de Abd el-Kader de um lugar para outro, enquanto a devoção da base a "Père Bugeaud" permitiu que ele levasse tudo diante dele para a ação. Em 1842, ele garantiu as posições Francesas ao empreender a construção de estradas. Em 1843, Bugeaud foi nomeado marechal da França, e neste e no ano seguinte ele continuou as suas operações com sucesso invariável. A sua grande vitória de Isly em 14 de Agosto de 1844, permitiu-lhe ganhar o título de duque.

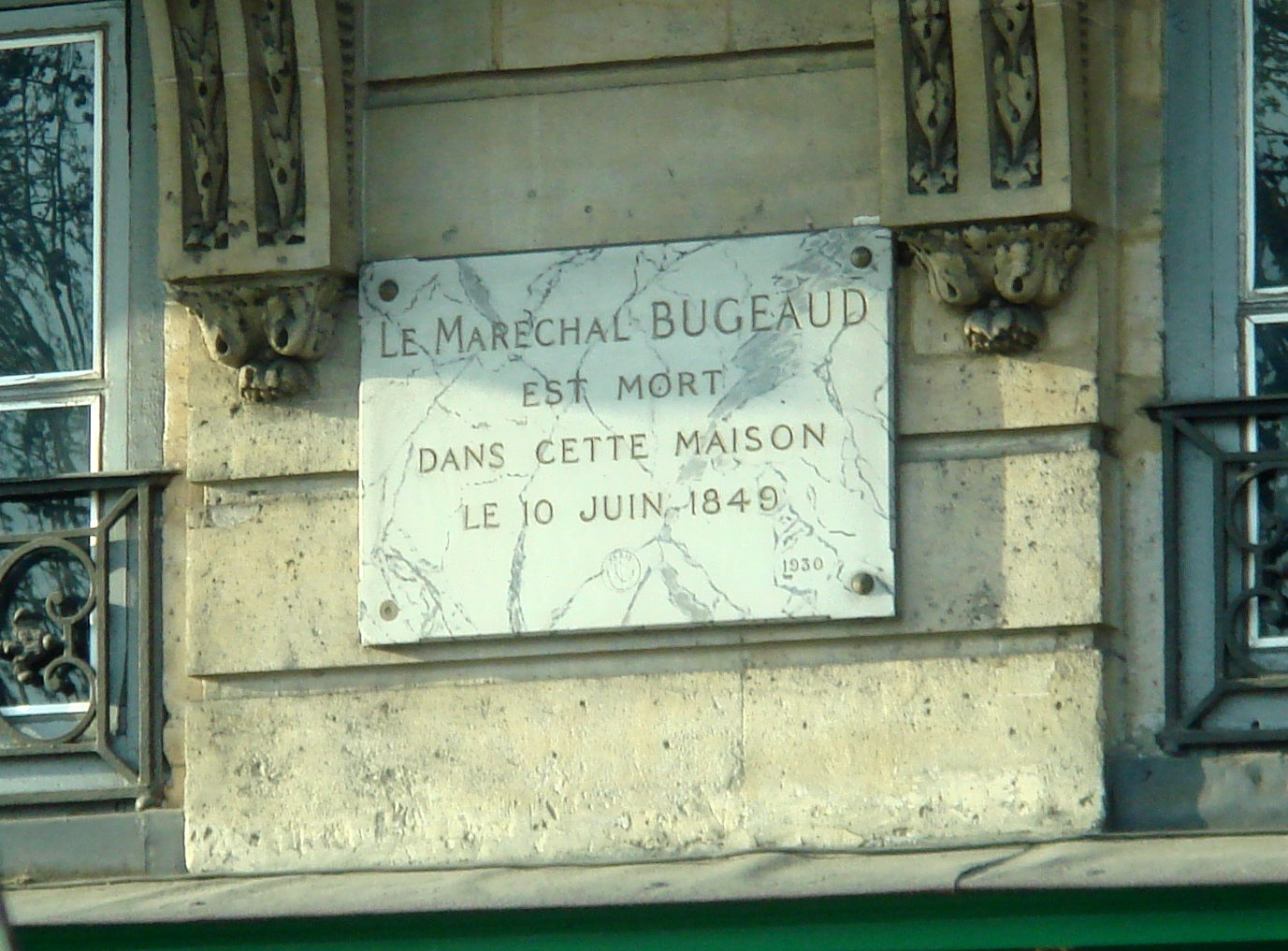
Bugeaud morreu em 1 Quai Voltaire em Paris (Placa Comemorativa)..

Em 1845, no entanto, ele teve que entrar em campo novamente em consequência do desastre de Sidi Brahim (22 de Setembro de 1845), e até á sua retirada final da Argélia (Julho de 1846) ele esteve quase constantemente empregado no campo. A sua renúncia foi devido a diferenças com o seu governo sobre a questão do futuro governo da província. No meio de suas outras atividades, ele encontrou tempo para estudar as características agrícolas do país conquistado, e sob o seu regime, o número de colonos franceses havia crescido de 17.000 para 100.000. Em 1848, o marechal estava em Paris durante a revolução, mas as suas ordens impediram-no de agir efetivamente para suprimi-la. Ele foi convidado, mas acabou se recusando, a ser candidato à presidência em oposição a Luís Napoleão. O seu último serviço público foi o comando do exército dos Alpes, formado em 1848-1849 para observar eventos na Itália. Ele morreu em Paris em 1849.
Os escritos de Bugeaud eram numerosos, incluindo seus Œuvres militaires, coletados por Weil (Paris, 1883), muitos relatórios oficiais sobre a Argélia e a guerra ali, e alguns trabalhos sobre economia e ciência política. Ver: Comte d'Ideville, Le Maréchal Bugeaud (Paris, 1881-1882).
As inovações e os escritos de Bugeaud continuaram influentes entre os líderes militares Franceses envolvidos em campanhas coloniais.